# Mercedes-Benz CLR
Mercedes-Benz CLR är en sportvagnsprototyp, tillverkad av den tyska biltillverkaren Mercedes-Benz 1999.

## Bakgrund
Mercedes-Benz hade haft stora framgångar i sportvagnsracing som motorleverantör till Sauber och bland annat vunnit Le Mans 24-timmars 1989. Därefter hade man vunnit FIA GT två år i rad 1997 och 1998 med Mercedes-Benz CLK GTR, en sportvagnsprototyp i allt utom namnet. Enda missräkningen var att man inte vunnit på Le Mans. Till 1999 drog sig konkurrenterna ur stora GT1-klassen och FIA ställde helt enkelt in tävlingarna. Mercedes-Benz beslutade då att göra en storsatsning på att vinna Le Mans-loppet med en ny bil.

## Mercedes-Benz CLR
Automobile Club de l'Ouest hade infört ett nytt reglemente för Le Mans Prototyper för att locka biltillverkarna tillbaka till prototypracingen och Mercedes-Benz byggde en täckt bil för LM GTP-klassen. Man byggde vidare på erfarenheterna från CLK LM-modellen, men med stora modifieringar. CLR fick ett nytt chassi med en betydligt mindre sittbrunn och helt nya hjulupphängningar. Motorn förstorades för bättre vridmoment och bilen fick ny strömlinjeformad kaross.
Mercedes-Benz körde omfattande tester inför Le Mans-loppet och var fulla av tillförsikt inför tidsträningen under veckan före tävlingen. Tyvärr visade det sig att man gjort en fatal missbedömning av aerodynamiken och under träningen råkade man ut för två spektakulära olyckor, när fartvinden lyfte bilen och tippade den baklänges på rygg. Lyckligtvis klarade sig förarna oskadda och Mercedes-Benz införde i all hast förändringar som man hoppades skulle åtgärda problemet. På lördagen ställde man trots allt upp med två bilar i loppet, men sedan en av dem blivit luftburen och kraschat drog man sig ur tävlingen. Satsningen slutade som en av Mercedes-Benz få riktiga fiaskon inom bilsporten.

## Tekniska data
| Tekniska data    | Mercedes-Benz CLR                                                         |
| ---------------- | ------------------------------------------------------------------------- |
| Motor:           | Mittmonterad 8-cylindrig 90° V-motor                                      |
| Cylindervolym:   | 5721 cm³                                                                  |
| Max effekt:      | 600 hk                                                                    |
| Ventilstyrning:  | Dubbla överliggande kamaxlar per cylinderrad, 4 ventiler per cylinder     |
| Bränslesystem:   | Bosch bränsleinsprutning                                                  |
| Växellåda:       | 6-växlad manuell                                                          |
| Hjulupphängning: | Dubbla tvärlänkar, horisontellt liggande skruvfjädrar                     |
| Bromsar:         | Keramiska skivbromsar                                                     |
| Chassi & kaross: | Självbärande monocoque av aluminium/kolfiber-honeycomb med kolfiberkaross |
| Hjulbas:         | 2670 mm                                                                   |
| Torrvikt:        | 900 kg                                                                    |

## Tävlingsresultat
Trots olyckorna på träningen ställde Mercedes-Benz upp med två bilar på Le Mans 1999. På det 75:e varvet lyfte fartvinden nosen på Peter Dumbrecks bil och kastade den baklänges ut i skogen bredvid banan. Dumbreck klarade sig mirakulöst nog utan skador. Stallet kallade in den andra bilen innan även den drabbades och CLR-modellen tävlade aldrig mer.